# Estación Concepción (Tucumán)
La Estación Concepción fue una estación de ferrocarril de Concepción, Tucumán, Argentina. Formó parte del ramal CC12 del Ferrocarril Belgrano, que unía Lamadrid con la estación Tucumán Noroeste, y del ramal CC16.

## Servicios
La estación fue inaugurada el 16 de mayo de 1889, junto al ramal CC12 del Ferrocarril Belgrano, siendo clausurada en 1977. En 1987 volvió a funcionar, más en 1988 terminó su funcionamiento y quedó abandonada. En la actualidad ya no presta servicios ferroviarios, operando dependencias municipales y construyéndose en 2015 un centro cultural.
Se encontraba precedida por la estación Alto Verde, y sucedida por la estación Arcadia por parte del ramal CC12, y era la estación terminal del ramal CC16 que la unía con la estación Medinas.